# José Pinto de Mesquita
José Pinto de Mesquita (Pedro II, 5 de maio de 1944) é um médico e político brasileiro com atuação no estado do Piauí.

## Dados biográficos
Filho de Raimundo Pinto de Mesquita e Maria Severino de Sousa. Outrora trabalhador rural e comerciário, prestou serviços como motorista ao político Antônio Monteiro Alves. Filiado à ARENA, foi eleito vereador em Piripiri em 1970 e 1972. Durante o mandato formou-se torneiro mecânico junto ao atual Instituto Federal do Piauí e anos mais tarde ingressaria na Universidade Federal do Piauí, onde se graduaria em 1983, especializando-se em Cardiologia e Cirurgia Geral.
Ao longo de sua vida pública, estabeleceu-se como adversário de Luiz Menezes e nesse ínterim perdeu a eleição para prefeito de Piripiri via PFL em 1988. Após migrar para o PDC, figurou na sexta suplência de deputado estadual em 1990, mas elegeu-se prefeito de Piripiri em 1992. De volta ao PFL, perdeu mais uma eleição para prefeito de Piripiri em 2000 e para deputado estadual em 2002, colhendo outra derrota na eleição para prefeito de Piripiri na legenda do PL em 2004, contudo elegeu-se deputado estadual pelo PDT em 2006. A seguir, perdeu mais uma eleição para prefeito de Piripiri em 2008 e não se reelegeu deputado estadual em 2010. Sua mais recente incursão política ocorreu quando voltou à Câmara Municipal de Piripiri pelo PTC em 2016 e pelo PTB em 2020.
Trabalha em Piripiri como médico particular e também no Hospital Regional Chagas Rodrigues, além de clinicar para o Programa Saúde da Família em Domingos Mourão.